# Fußball-Club Gelsenkirchen-Schalke 04 1979-1980
Questa voce raccoglie le informazioni riguardanti il Fußball-Club Gelsenkirchen-Schalke 04 nelle competizioni ufficiali della stagione 1979-1980.

## Stagione
Nella stagione 1979-1980 il Schalke, allenato da Gyula Lóránt, Dietmar Schwager e Fahrudin Jusufi, concluse il campionato di Bundesliga al 8º posto. In Coppa di Germania il Schalke fu eliminato in semifinale dal Colonia.

## Rosa
| N. |                     | Ruolo | Calciatore          |
| -- | ------------------- | ----- | ------------------- |
|    | Germania (bandiera) | P     | Norbert Nigbur      |
|    | Germania (bandiera) | P     | Peter Sandhofe      |
|    | Germania (bandiera) | P     | Andreas Sandt       |
|    | Croazia (bandiera)  | D     | Vilson Džoni        |
|    | Germania (bandiera) | D     | Klaus Fichtel       |
|    | Germania (bandiera) | D     | Winfried Geier      |
|    | Germania (bandiera) | D     | Helmut Kremers      |
|    | Germania (bandiera) | D     | Thomas Kruse        |
|    | Germania (bandiera) | D     | Rolf Rüssmann       |
|    | Germania (bandiera) | D     | Bernd Thiele        |
|    | Germania (bandiera) | C     | Winfried Berkemeier |
|    | Germania (bandiera) | C     | Uli Bittcher        |

| N. |                     | Ruolo | Calciatore        |
| -- | ------------------- | ----- | ----------------- |
|    | Croazia (bandiera)  | C     | Mario Boljat      |
|    | Germania (bandiera) | C     | Manfred Drexler   |
|    | Germania (bandiera) | C     | Harald Kügler     |
|    | Germania (bandiera) | C     | Michael Opitz     |
|    | Germania (bandiera) | A     | Rüdiger Abramczik |
|    | Germania (bandiera) | A     | Norbert Elgert    |
|    | Germania (bandiera) | A     | Klaus Fischer     |
|    | Germania (bandiera) | A     | Uwe Höfer         |
|    | Germania (bandiera) | A     | Ulrich Schröder   |
|    | Germania (bandiera) | A     | Michael Tönnies   |
|    | Germania (bandiera) | A     | Wolfram Wuttke    |

## Organigramma societario
Area tecnica
- Allenatore: Fahrudin Jusufi
- Allenatore in seconda:
- Preparatore dei portieri:
- Preparatori atletici:

## Calciomercato

### Sessione estiva
| Acquisti | Acquisti            | Acquisti                      | Acquisti |
| R.       | Nome                | da                            | Modalità |
| -------- | ------------------- | ----------------------------- | -------- |
| C        | Winfried Berkemeier | Norimberga                    |          |
| C        | Mario Boljat        | Hajduk Spalato                |          |
| C        | Manfred Drexler     | Darmstadt                     |          |
| D        | Vilson Džoni        | Dinamo Zagabria               |          |
| D        | Winfried Geier      | ASV Herzogenaurach (juniores) |          |
| A        | Uwe Höfer           | Karlsruhe                     |          |
| P        | Norbert Nigbur      | Hertha Berlino                |          |

| Cessioni | Cessioni             | Cessioni             | Cessioni |
| R.       | Nome                 | a                    | Modalità |
| -------- | -------------------- | -------------------- | -------- |
| A        | Herbert Demange      | Homburg              |          |
| D        | Norbert Dörmann      | Borussia Dortmund    |          |
| P        | Volkmar Groß         | Minnesota Kicks      |          |
| A        | Thomas Lander        | Preußen Münster      |          |
| C        | Lennart Larsson      | Halmstad             |          |
| C        | Herbert Lütkebohmert | Bocholt              |          |
| D        | Mathias Schipper     | Alemannia Aquisgrana |          |
| D        | Jürgen Sobieray      | DSC Wanne-Eickel     |          |
| D        | Friedrich Wagner     | Homburg              |          |

### Sessione invernale
| Acquisti | Acquisti | Acquisti | Acquisti |
| R.       | Nome     | da       | Modalità |
| -------- | -------- | -------- | -------- |

| Cessioni | Cessioni      | Cessioni     | Cessioni |
| R.       | Nome          | a            | Modalità |
| -------- | ------------- | ------------ | -------- |
| D        | Peter Salisch | Rapid Vienna |          |

## Risultati

### Bundesliga

#### Girone di andata
| Arbitro: | Eschweiler |

|            |           |            |
| Nickel 65’ | Marcatori | 43’ Boljat |

| Arbitro: | Linn |

|                  |           |               |
| Džoni 73’ (rig.) | Marcatori | 1’ Rummenigge |

| Arbitro: | Quindeau |

|  |           |                |
|  | Marcatori | 55’, 60’ Kruse |

| Arbitro: | Engel |

|             |           |                    |
| Fischer 31’ | Marcatori | 8’ Kempe 75’ Fruck |

| Arbitro: | Roth |

|                            |           |                          |
| Toppmöller 15’ Kaminke 23’ | Marcatori | 31’ Boljat 43’ Abramczik |

| Arbitro: | Meuser |

|            |           |  |
| Fischer 5’ | Marcatori |  |

| Arbitro: | Ahlenfelder |

|                                       |           |               |
| Littbarski 17’ Neumann 63’ Müller 85’ | Marcatori | 35’ Abramczik |

| Arbitro: | Clajus |

|                                        |           |  |
| Berkemeier 36’ Bittcher 61’ Thiele 68’ | Marcatori |  |

| Arbitro: | Ross |

|             |           |                                            |
| Raschid 80’ | Marcatori | 20’, 90’ Berkemeier 51’ Wuttke 64’ Fischer |

| Arbitro: | Redelfs |

|                                    |           |  |
| Bittcher 37’ Džoni 43’ Fischer 90’ | Marcatori |  |

| Arbitro: | Walz |

|                      |           |                |
| Geyer 22’ Votava 23’ | Marcatori | 13’ Berkemeier |

| Arbitro: | Heitmann |

|                  |           |                       |
| Kremers 55’, 65’ | Marcatori | 20’ Allofs 80’ Wenzel |

| Stoccarda 17 novembre 1979, ore 15:30 CET 13ª giornata | Stoccarda | 0 – 0 referto | Schalke 04 | Neckarstadion (37 000 spett.)\| Arbitro: \| Horstmann \| |
| Arbitro:                                               | Horstmann |               |            |                                                          |

| Arbitro: | Joos |

|               |           |  |
| Abramczik 63’ | Marcatori |  |

| Arbitro: | Schmoock |

|  |           |                |
|  | Marcatori | 40’, 71’ Szech |

| Bochum 8 dicembre 1979, ore 15:30 CET 16ª giornata | Bochum      | 0 – 0 referto | Schalke 04 | Ruhrstadion (35 000 spett.)\| Arbitro: \| Assenmacher \| |
| Arbitro:                                           | Assenmacher |               |            |                                                          |

| Arbitro: | Hontheim |

|                     |           |  |
| Rüssmann 70’ (rig.) | Marcatori |  |

#### Girone di ritorno
| Arbitro: | Roth |

|            |           |  |
| Elgert 53’ | Marcatori |  |

| Arbitro: | Redelfs |

|                                          |           |                     |
| Kraus 56’ Rummenigge 67’ Niedermayer 83’ | Marcatori | 80’ (rig.) Rüssmann |

| Arbitro: | Dreher |

|            |           |  |
| Elgert 74’ | Marcatori |  |

| Arbitro: | Heitmann |

|             |           |                         |
| Seliger 14’ | Marcatori | 25’ Fischer 59’ Drexler |

| Arbitro: | Michel |

|                         |           |           |
| Kremers 9’ Rüssmann 64’ | Marcatori | 83’ Wendt |

| Arbitro: | Roth |

|                                  |           |                         |
| Karger 59’ Cha 80’ Nachtweih 82’ | Marcatori | 37’ Drexler 52’ Fischer |

| Arbitro: | Messmer |

|              |           |              |
| Bittcher 41’ | Marcatori | 47’ Schuster |

| Arbitro: | Aldinger |

|                                         |           |  |
| Dreßel 25’, 88’ Bracht 26’ Konschal 30’ | Marcatori |  |

| Arbitro: | Quindeau |

|             |           |                                |
| Fischer 11’ | Marcatori | 19’ (rig.) Funkel 24’ Mattsson |

| Arbitro: | Brückner |

|                                    |           |  |
| Stering 39’ Senzen 72’ Wohlers 89’ | Marcatori |  |

| Arbitro: | Hennig |

|                       |           |                   |
| Höfer 58’ Drexler 68’ | Marcatori | 9’ Frank 82’ Vöge |

| Arbitro: | Eschweiler |

|                                     |           |           |
| Seel 11’, 81’ Allofs 58’ Wenzel 67’ | Marcatori | 26’ Höfer |

| Arbitro: | Gabor |

|  |           |                                 |
|  | Marcatori | 43’, 81’ Klotz 51’, 84’ Volkert |

| Arbitro: | Messmer |

|              |           |                |
| Eggeling 56’ | Marcatori | 61’ Berkemeier |

| Arbitro: | Walz |

|                        |           |  |
| Klimke 30’ Hermann 32’ | Marcatori |  |

| Arbitro: | Joos |

|            |           |  |
| Thiele 75’ | Marcatori |  |

| Arbitro: | Aldinger |

|                                                   |           |  |
| Hrubesch 4’ Nogly 41’ Memering 67’ Hieronymus 77’ | Marcatori |  |

### Coppa di Germania
| Arbitro: | Treib |

|  |           |            |
|  | Marcatori | 7’ Fischer |

| Arbitro: | Huster |

|                                       |           |  |
| Kremers 26’ Abramczik 35’ Fischer 67’ | Marcatori |  |

| Arbitro: | Pauly |

|                            |           |                         |
| Fischer 5’, 85’ Drexler 6’ | Marcatori | 90’ (rig.) van den Berg |

| Arbitro: | Assenmacher |

|                         |           |  |
| Drexler 36’ Kremers 41’ | Marcatori |  |

| Arbitro: | Niemann |

|                           |           |          |
| Höfer 6’, 83’ Drexler 90’ | Marcatori | 46’ Horn |

| Arbitro: | Ahlenfelder |

|  |           |                            |
|  | Marcatori | 9’ Littbarski 66’ Woodcock |

## Statistiche

### Statistiche di squadra
| Competizione      | Punti | In casa | In casa | In casa | In casa | In casa | In casa | In trasferta | In trasferta | In trasferta | In trasferta | In trasferta | In trasferta | Totale | Totale | Totale | Totale | Totale | Totale | DR  |
| Competizione      | Punti | G       | V       | N       | P       | Gf      | Gs      | G            | V            | N            | P            | Gf           | Gs           | G      | V      | N      | P      | Gf     | Gs     | DR  |
| ----------------- | ----- | ------- | ------- | ------- | ------- | ------- | ------- | ------------ | ------------ | ------------ | ------------ | ------------ | ------------ | ------ | ------ | ------ | ------ | ------ | ------ | --- |
| Bundesliga        | 33    | 17      | 9       | 4       | 4       | 22      | 17      | 17           | 3            | 5            | 9            | 18           | 34           | 34     | 12     | 9      | 13     | 40     | 51     | -11 |
| Coppa di Germania | -     | 5       | 4       | 0       | 1       | 11      | 4       | 1            | 1            | 0            | 0            | 1            | 0            | 6      | 5      | 0      | 1      | 12     | 4      | +8  |
| Totale            | 33    | 22      | 13      | 4       | 5       | 33      | 21      | 18           | 4            | 5            | 9            | 19           | 34           | 40     | 17     | 9      | 14     | 52     | 55     | -3  |

### Andamento in campionato
| Giornata  | 1 | 2 | 3 | 4 | 5  | 6 | 7  | 8 | 9 | 10 | 11 | 12 | 13 | 14 | 15 | 16 | 17 | 18 | 19 | 20 | 21 | 22 | 23 | 24 | 25 | 26 | 27 | 28 | 29 | 30 | 31 | 32 | 33 | 34 |
| --------- | - | - | - | - | -- | - | -- | - | - | -- | -- | -- | -- | -- | -- | -- | -- | -- | -- | -- | -- | -- | -- | -- | -- | -- | -- | -- | -- | -- | -- | -- | -- | -- |
| Luogo     | T | C | T | C | T  | C | T  | C | T | C  | T  | C  | T  | C  | C  | T  | C  | C  | T  | C  | T  | C  | T  | C  | T  | C  | T  | C  | T  | C  | T  | T  | C  | T  |
| Risultato | N | N | V | P | N  | V | P  | V | V | V  | P  | N  | N  | V  | P  | N  | V  | V  | P  | V  | V  | V  | P  | N  | P  | P  | P  | N  | P  | P  | N  | P  | V  | P  |
| Posizione | 7 | 9 | 6 | 9 | 10 | 5 | 10 | 6 | 4 | 3  | 4  | 5  | 6  | 5  | 6  | 6  | 6  | 6  | 6  | 5  | 4  | 4  | 4  | 4  | 5  | 5  | 6  | 6  | 7  | 7  | 8  | 9  | 8  | 8  |

Legenda:

Luogo: C = Casa; T = Trasferta. Risultato: V = Vittoria; N = Pareggio; P = Sconfitta.

### Statistiche dei giocatori
| Giocatore     | Bundesliga | Bundesliga | Bundesliga  | Bundesliga | Coppa di Germania | Coppa di Germania | Coppa di Germania | Coppa di Germania | Totale   | Totale | Totale      | Totale     |
| Giocatore     | Presenze   | Reti       | Ammonizioni | Espulsioni | Presenze          | Reti              | Ammonizioni       | Espulsioni        | Presenze | Reti   | Ammonizioni | Espulsioni |
| ------------- | ---------- | ---------- | ----------- | ---------- | ----------------- | ----------------- | ----------------- | ----------------- | -------- | ------ | ----------- | ---------- |
| R. Abramczik  | 32         | 3          | 2           | 0          | 5                 | 1                 | 0                 | 0                 | 37       | 4      | 2           | 0          |
| W. Berkemeier | 29         | 5          | 1           | 0          | 5                 | 0                 | 0                 | 0                 | 34       | 5      | 1           | 0          |
| U. Bittcher   | 29         | 3          | 2           | 0          | 5                 | 0                 | 0                 | 0                 | 34       | 3      | 2           | 0          |
| M. Boljat     | 9          | 2          | 2           | 0          | 1                 | 0                 | 0                 | 0                 | 10       | 2      | 2           | 0          |
| M. Drexler    | 18         | 3          | 2           | 0          | 4                 | 3                 | 0                 | 0                 | 22       | 6      | 2           | 0          |
| V. Džoni      | 21         | 2          | 3           | 0          | 2                 | 0                 | 0                 | 0                 | 23       | 2      | 3           | 0          |
| N. Elgert     | 19         | 2          | 0           | 0          | 4                 | 0                 | 0                 | 0                 | 23       | 2      | 0           | 0          |
| K. Fichtel    | 29         | 0          | 0           | 0          | 5                 | 0                 | 0                 | 0                 | 34       | 0      | 0           | 0          |
| K. Fischer    | 26         | 7          | 1           | 0          | 4                 | 4                 | 0                 | 0                 | 30       | 11     | 1           | 0          |
| W. Geier      | 8          | 0          | 0           | 0          | 2                 | 0                 | 0                 | 0                 | 10       | 0      | 0           | 0          |
| U. Höfer      | 7          | 2          | 1           | 0          | 2                 | 2                 | 0                 | 0                 | 9        | 4      | 1           | 0          |
| H. Kremers    | 21         | 3          | 2           | 0          | 4                 | 2                 | 0                 | 0                 | 25       | 5      | 2           | 0          |
| T. Kruse      | 27         | 2          | 2           | 0          | 4                 | 0                 | 0                 | 0                 | 31       | 2      | 2           | 0          |
| H. Kügler     | 0          | 0          | 0           | 0          | 1                 | 0                 | 0                 | 0                 | 1        | 0      | 0           | 0          |
| N. Nigbur     | 28         | 0          | 0           | 0          | 5                 | 0                 | 0                 | 0                 | 33       | 0      | 0           | 0          |
| M. Opitz      | 3          | 0          | 0           | 0          | 1                 | 0                 | 0                 | 0                 | 4        | 0      | 0           | 0          |
| R. Rüssmann   | 34         | 3          | 1           | 0          | 6                 | 0                 | 0                 | 0                 | 40       | 3      | 1           | 0          |
| P. Sandhofe   | 6          | 0          | 0           | 0          | 1                 | 0                 | 0                 | 0                 | 7        | 0      | 0           | 0          |
| A. Sandt      | 0          | 0          | 0           | 0          | 0                 | 0                 | 0                 | 0                 | 0        | 0      | 0           | 0          |
| U. Schröder   | 1          | 0          | 0           | 0          | 0                 | 0                 | 0                 | 0                 | 1        | 0      | 0           | 0          |
| B. Thiele     | 31         | 2          | 7           | 0          | 5                 | 0                 | 1                 | 0                 | 36       | 2      | 8           | 0          |
| M. Tönnies    | 1          | 0          | 0           | 0          | 1                 | 0                 | 0                 | 0                 | 2        | 0      | 0           | 0          |
| W. Wuttke     | 19         | 1          | 2           | 0          | 3                 | 0                 | 0                 | 0                 | 22       | 1      | 2           | 0          |